# Segue 2
Segue 2  è una galassia nana sferoidale (dSph) situata nella costellazione dell'Ariete alla distanza di circa 110.000 anni luce (circa 35 kpc) dalla Terra verso cui si muove alla velocità di 40 km/s. Ha una forma approssimativamente rotondeggiante con un raggio effettivo di circa 34 parsec.
Fu scoperta nel 2009 tramite i dati raccolti dallo Sloan Digital Sky Survey. È una galassia satellite della Via Lattea e quindi fa parte del Gruppo Locale.
Segue 2 è una delle più piccole e meno luminose satelliti della Via Lattea (solo Segue 1 e Willman 1 risultano più deboli) con una luminosità intrinseca di circa 800 volte quella del Sole (magnitudine visibile assoluta di ~ 2,5), che è di molto inferiore alla luminosità della maggior parte degli ammassi globulari. Tuttavia, con una massa corrispondente a circa 550.000 masse solari, ha un rapporto massa/luminosità di circa 650 e ciò ha fatto ipotizzare che sia dominata dalla materia oscura. Uno studio pubblicato nel giugno del 2013 su The Astrophysical Journal ha confermato la stretta connessione con la materia oscura.
La popolazione stellare, che ammonta a circa 1.000 stelle, è costituita principalmente da vecchie stelle formatesi più di 12 miliardi di anni fa con una metallicità molto bassa, tanto che la presenza di elementi pesanti è di 100 volte inferiore a quella del Sole. Pertanto è verosimile che le stelle di questa piccola galassia siano state tra le prime a formarsi nell'Universo. Attualmente non si osservano fenomeni di formazione stellare.
Segue 2 si trova nelle vicinanze dell'estremità della Corrente stellare del Sagittario e alla medesima distanza dalla Terra. Pertanto si ritiene che un tempo possa essere stata un satellite della Galassia Nana Ellittica del Sagittario o un suo ammasso di stelle poi separatosi.